# テレビ大阪番組一覧
テレビ大阪番組一覧（テレビおおさかばんぐみいちらん）では、テレビ東京系列局の1つであるテレビ大阪で現在放送されている、または過去に放送されていた番組を列挙している。

## 放送中の番組

### 自社制作
自社制作番組は、2004年4月からステレオ放送となっている。

#### 6局ネット
- THE フィッシング（土 17:30 - 18:00）
- 武井壮のゴルフバッグ担いでください（日 10:00 - 10:30）

#### 一部地域ネット
- 片っ端から喫茶店（月 - 火 12:05 - 12:37） -テレビせとうち・びわ湖放送に時差ネット。
- やさしいニュース（月 - 金 17:00 - 17:25） - びわ湖放送に同時ネット。
- 初耳怪談（BUZZOOKAチャンネル、火 0:30 - 1:00）-テレビせとうちに同時ネット、テレビ北海道・びわ湖放送に時差ネット。
- ナマ虎スタジアム  - 一部試合はびわ湖放送・奈良テレビ・テレビ和歌山でも同時ネット。日本シリーズの全国ネット中継はテレビ東京主導制作（技術面・リアルタイム字幕放送・番組送出も全て担当し、テレビ大阪は制作協力扱いとなる）で放送する。
- さらばのこの本ダレが書いとんねん!（BUZZOOKAチャンネル、水0:30 - 1:00）- テレビせとうちに時差ネット。
- おとな旅あるき旅（土 18:30 - 18:58） - びわ湖放送・奈良テレビ・テレビ和歌山・山陰放送に時差ネット。
- 大阪おっさんぽ（土 18:58 - 19:54）- びわ湖放送に時差ネット。
- 発見!!食遺産＃あなたのレシピ残させてください（日 12:29 - 12:54） - テレビ北海道・びわ湖放送に時差ネット。
- やすとものどこいこ!?（日 15:00 - 16:00） - びわ湖放送・奈良テレビ・テレビ和歌山などに時差ネット。

#### ローカル番組
- やさしいニュースプラス（月 - 水 22:58 - 23:06、金 19:55 - 20:00、日 17:25 - 17:30）
- オリックス、ちょっといいですか？（火 1:00 -1 :05）
- さらば青春の光の東ブクロとデビュー作（BUZZOOKAチャンネル、水 1:00 - 1:15）
- ギャル問のすゝめ（BUZZOOKAチャンネル、木 1:00 - 1:15）
- 日本の職人（BUZZOOKAチャンネル、木 1:15 - 1:30）
- ねじの世界（毎月第1、第3木 22:58 - 23:06）
- 週末向けエンタメマガジン5656（金 1:30 - 1:35）
- よゐこ有野 この街、攻略しとく？（土 1:13 - 1:30）
- ドキュメンタリー7（原則として毎月最終土 11:00 - 11:30）
- OSAKA土曜スペシャル（土 19:54 - 20:54）
- 日経スペシャル もしものマネー道 もしマネ（原則として毎月最終を除く 日曜 14:00 - 15:00）
- 日経スペシャル 関西リーダー列伝（原則として毎月最終日曜 14:00 - 15:00）
- ミュージック・アワー（2022年4月開始。放送日付上深夜（実際は翌日未明）の放送終了5分前から放送されているもので、お天気カメラから撮影したテレビ大阪社屋周辺の環境映像）
- 天気予報

#### 特別番組
- おめでとう近畿の元旦（びわ湖放送・奈良テレビ・テレビ和歌山と共同制作、三重テレビにも同時ネット）
- 天神祭本宮生中継（毎年7月25日、関西ローカル）
- イザワ・クリスマスオープン・テニストーナメント（毎年12月、全国ネット）
- 世界ツーリングカー選手権 Race of JAPAN（毎年11月、全国ネット）
- 企業対抗全国レディースゴルフ大会
- 親と子のクッキング大賞
- トミーズのくいだおれ大阪!安くてうまいもん大賞
- おおさか子どもジャンプアップ大会
- FISHING-1 〜激闘!全国高校生釣りバトル〜
- NECカップ囲碁トーナメント
- ニトリレディスゴルフトーナメント（2010年から新規にJLPGAツアーの1つとして毎年8月に開催。全国ネット。2014年まではテレビ東京と開催地の地元局であるテレビ北海道は制作協力となっていたが、2015年はテレビ東京の制作に変更となった）
- 深耕アジア
- ニッポン無名偉人伝
- 世界はまだ君を知らない〜革命を見逃すな〜
- 大阪人の新常識 OSAKA LOVER
- 鈴鹿10時間耐久レース
- 文化の時間
- 日本全国ドラレコ旅（不定期・土曜または日曜の16:00 - 17:15に放送。過去1回木曜日のゴールデンタイムに放送、その際テレビ東京との共同制作だった。）
  - ドラレコ旅関西
- 漫才スプリング
- ノブコブ吉村 ラグビー応援TV～にわかで何が悪い!～
- 大阪密着24時
- 世界遺産のオモテウラ（不定期・平日の祝祭日に放送）
- 日経スペシャル 夢を叶えるイッテンモノを作れ!コラボの泉
- 日経スペシャル チャリキシャ!
- 大阪43市町村を大調査!誰も知らんキング

#### その他
- 放送番組審議会便り（原則として最終週 6:54 - 7:00）

### 時差ネット番組

#### ミニ番組
- クリックニッポン（水 21:54 - 22:00）

#### 旅番組
- 土曜スペシャル（不定期）
- 出川哲朗の充電させてもらえませんか?（不定期）

#### バラエティ番組
- 二軒目どうする?〜ツマミのハナシ〜（水 1:15 - 1:45）
- あのちゃんの電電電波♪（金 2:05 - 2:35）
- ゴッドタン（日 2:00 - 2:25）
- あの本、読みました?（不定期・平日の祝祭日に放送、BSテレ東制作）

#### ドラマ番組
- ソロ活女子のススメ5（水ドラ25、火 1:00 - 1:30）
- 復讐の未亡人（土 0:42 - 1:13）
- ジョフウ 〜女性に××××って必要ですか?〜（ドラマチューズ!、土 1:30 - 2:00）
- ちょい釣りダンディ（土 2:00 - 2:30、BSテレ東制作）
- 推しを召し上がれ〜広報ガールのまろやかな日々〜（水ドラ25、土 6:50 - 7:20）

#### アニメ番組
朝から夕方に放送されるテレビ東京系アニメはほぼすべての作品がテレビ東京から同時ネットを受けている（番組一覧）が、ごく一部例外がある。以下ではローカル編成で放送されている作品のみを列挙する。全て16:9フルサイズでの放送。

### 他社制作
プライムタイムを除く時間帯には、過去に他系列で放送され、現在は放送局との権利が失効し、著作権が制作会社に移ったテレビアニメやテレビドラマを制作会社を通じて番販購入し放送することが多く、これらは「制作・著作」の部分だけ他系列の放送局名を隠すために一枚画に差し替えていた（もちろん、同じテレビ東京系のアニメやドラマはのぞく）。ただし、「午後のサスペンス」で放送される日本テレビ制作の「火曜サスペンス劇場」（冒頭に日本テレビのクレジットがでる）やドラマのシーン上、一枚画に差し替えが困難な作品については、局名を隠さずそのまま放送している。2022年現在は他系列の番組でも一枚画に差し替えず、そのまま放送している。
太字の番組は韓国ドラマである。
- アジアドラマタイム
  - 華政（月 - 金 8:00 - 9:00）
- 牡丹と薔薇（月 - 金 9:30 - 10:30）
- 午後のサスペンス（月 - 木 12:37 - 14:35） - 基本的に以下の他系列ドラマだが、稀に「女と愛とミステリー」（→「水曜ミステリー9」）の再放送になることがある。なお、土曜日も午後時間帯に同様に「土曜サスペンスドラマ」と称して、2時間ドラマを放送することがある。
  - 月曜ミステリー劇場（月曜ゴールデン → 月曜名作劇場）
  - 火曜サスペンス劇場（→ ドラマコンプレックス → 火曜ドラマゴールド）
  - 金曜エンタテイメント（現：金曜プレステージ → 赤と黒のゲキジョー → 金曜プレミアム）
  - 土曜ワイド劇場
- ドラマコレクション（月 - 金 15:04 - 16:54）
  - 水戸黄門 第23部（C.A.L製作）
- デイリーセレクション（月 - 木 17:25 - 18:25）
  - 宮廷女官チャングムの誓い
- 午後のスペシャル（金 12:39 - 14:35）
  - 裸の大将放浪記
- サンデーナイトセレクション（月 0:55 - 1:55）
  - THE BLACKLIST/ブラックリスト7
- 犯罪捜査官 アナ・トラヴィス シーズン1（火 2:05 - 3:05）
- トムとジェリー ショー シーズン2（金 17:35 - 17:55）
- ガッ釣り関西（土 6:20 - 6:50、三青社制作）

### 通信販売番組
- We Love ショッピング（月 2:00 - 2:30、火 3:10 - 3:40、水 3:35 - 4:05、木 3:05 - 3:35、金 2:40 - 3:10、土 2:40 - 3:10、日 2:30 - 3:00）
- Enjoy!ショッピング（月 2:30 - 3:00、火 3:40 - 4:10、水 4:05 - 4:35、金 3:10 - 3:40、土 3:10 - 3:40、日 3:00 - 3:30）
- 特別テレショップ（月 3:00 - 3:30、火 4:10 - 4:40）
- ミッドナイトショッピング（月 3:30 - 4:00、水 4:35 - 5:05、木 3:35 - 4:05、金 3:40 - 4:10、土 3:40 - 4:10、日 3:30 - 4:00）
- モーニングショッピング（月・火・土 5:15 - 5:45、水 - 金 5:10 - 5:40、日 5:50 - 6:20）
- 朝のショッピング（月 - 金 9:00 - 9:30）
- お買い物パラダイス（月 - 金 10:30 - 11:00）
- 虎ノ門市場〜幸せごはん漫遊記〜（月 - 金 11:00 - 11:13、テレビ東京からの裏送り）
- マル得!快適ショッピング（月 - 金 11:30 - 11:59）
- 午後のショッピング（月 - 金 14:35 - 15:04）
- 特選!お買物プラザ（木 2:35 - 3:05）
- とれとれショッピング（土 5:50 - 6:20）
- 朝イチショッピング（日 5:20 - 5:50）

## 終了した主な番組

### 自社制作

#### 全国ネット
テレビ東京系列日曜朝のアニメ・子供向け番組ゾーンはテレビ大阪制作日曜朝9時30分枠のアニメを参照。
- 石橋勝のボランティア21 [1]
- 時空タイムスシリーズ
  - 感涙!時空タイムス
  - 発進!時空タイムス
- 手紙バラエティ 三丁目のポスト
- ロードレース世界選手権
- パソコンサンデー
- Ist登場
- 旅・たび・見旅
- 町おこし村おこし
- スポラバ
- 自遊派宣言
- タオタオ絵本館
- 新みつばちマーヤの冒険 - 初の自社制作アニメ。
- ふしぎの国のアリス
- 古賀政男物語 - 開局10周年記念番組。
- まゆとろ THE TOONS - 『バットファクトリー』内で放送。
- いつか行く旅 アラスカ!
- 愛しのナニワ飯
- スタジオアリス女子オープン[2] ※HV
- キレイの台所
- 週刊育児ニュース
- 中国世界遺産ものがたり[3]
- 抱かれたい12人の女たち
- 和風総本家
- きらきらアフロ - 『…TM』からは制作局がテレビ東京へ移行して、2021年9月まで遅れネット。
- オレの寿司物語
- おねがい!マスカット
  - おねだり!!マスカット
    - おねだりマスカットDX!（テレビ東京が配信・幹事局）
    - おねだりマスカットSP!（同上）

  - ちょいとマスカット!（同上）
- お昼だ!ドン [4]
- 兆 - 開局3周年記念番組、テレビ東京との共同制作。
- ウラ関根TV - テレビ東京との共同制作
- フルーツバスケット（2019年版） - テレビ東京との共同制作で、2001年版はテレビ東京単独制作。
- 蒼い地球の仲間たち - BSテレ東との共同制作。同局では2008年1月5日に放送。
- SNS発見アドベンチャー ふぉろみ&ただみ
- 買われた男（DRAMA ADDICT）[5]

#### 一部地域ネット
- 吉本超合金
  - 吉本超合金F
  - 吉本超合金K・ケンコバ大王
  - 吉本超合金A
- 大阪フジワラリゾート - ヨシモトファンダンゴTVで再放送中。
- 美しい科学・シグナス - 福井テレビにも時差ネット。後に放送番組センター供給扱いになって東京メトロポリタンテレビジョンなどでもネット。
- ギャラクシーエンジェル - スペシャル版はテレビ東京・テレビせとうちに、第4期はテレビ東京・テレビ愛知・テレビ和歌山にネット。
- メッセ弾 - テレビ東京を除く系列局4局・奈良テレビに時差ネット。
- 神言基地 〜HOLIDAY TV〜 - テレビ和歌山に時差ネット。
- 魁!セレソンDX - テレビ北海道を除く系列局4局にネット。
- DIVA - テレビ東京にネット。
- ピエール靖子 - テレビ愛知・TVQ九州放送にネット。
- なるほど!ラボ - 日経CNBCに時差ネット。
- 爆感!グラビア帝国 - テレビ北海道・テレビ愛知にネット。
- コイブミ → コイブミ2
- 名曲物語
- 三都夏物語〜京都、大阪、神戸夏祭りの旅
- ウラ関根TV - テレビ東京との共同制作。
- NIGHT CRUISING - テレビ和歌山・テレビせとうちに時差ネット。
- レッドカーダ! - テレビ北海道・びわ湖放送に時差ネット。
- ノリで行こう!! - びわ湖放送・奈良テレビ・テレビ和歌山に時差ネット。
- たかじんNOマネー〜人生は金時なり〜
  - たかじんNOマネー GOLD
  - たかじんNOマネー BLACK
- 発掘!!ぱちんこスター パチの穴
- 名将の条件 - 三重テレビでネット。
- 綾小路きみまろの人生ひまつぶし - BSテレ東などでネット。
- 走改車楽!〜SHARAKU〜
- 日経スペシャル 夢織人〜小さなトップ企業〜 - BSテレ東との共同製作。
- わざわざ言うテレビ - テレビ北海道・テレビ愛知・テレビせとうち・TVQ九州放送・長崎放送に時差ネット。
- 役者ダマしい - テレビ北海道・テレビせとうち・TVQ九州放送などに時差ネット。
- 真夜中ドラマ
  - グッド・バイ
  - 面白南極料理人
  - まどろみバーメイド〜屋台バーで最高の一杯を。〜
  - ハイポジ〜1986年、二度目の青春。〜
  - 名建築で昼食を
  - 京阪沿線物語〜古民家民泊きずな屋へようこそ
  - ホメられたい僕の妄想ごはん
  - まったり!赤胴鈴之助
  - イケメン共よ メシを喰え
  - わたしの夫は--あの娘の恋人--
  - 湯遊ワンダーランド
  - ドラマ 地球の歩き方
  - それでも俺は、妻としたい
- P-1パチとも倶楽部 - びわ湖放送・奈良テレビ・テレビ和歌山などに時差ネット。
- 中川家 家電の流儀 - テレビ愛知・TVQ九州放送に時差ネット。
- 焼肉プロレス - 静岡放送・TOKYO MXに時差ネット。
- 大江戸スチームパンク（TBSグロウディア・ADKクリエイティブ・ワン制作） - TOKYO MXに時差ネット。
- アキナのほめらレストラン - テレビ愛知に時差ネット。
- 濱口女子大学シリーズ - TVQ九州放送に時差ネット。
- おでかけ発見バラエティ かがくdeムチャミタス! - テレビ北海道・びわ湖放送・奈良テレビ・テレビ和歌山・テレビ長崎・福井テレビに時差ネット。
- 120秒の科学 未来につながる - テレビ愛知に同時ネット。
- ちょこっと京都に住んでみた。 - テレビ東京に時差ネット。
- 名建築で昼食を　大阪編 - テレビ東京に時差ネット。
- DRAMA ADDICT
  - インターホンが鳴るとき
- フィッシングDAYS - テレビせとうち・TVQ九州放送・テレビ和歌山・高知放送に時差ネット。

#### ローカル番組
- まいどワイド30分 → NEWSほっとライン → ニュースほっと5 → 夕方いちばんKANSAI → ニュースアイKANSAI → イブニングサテライト → ビジネス525 → ニュースBIZ → 夕刊7チャンネル → ニュースリアルKANSAI・ニュースリアルFRIDAY・金曜報道スペシャル

- ご同業対抗歌合戦
- 吉本笑劇
- オゲンコ特ッ派員!
- 満点!しあわせテレビ
- 満点!アイ
- 歌のアリーナ
- 関西ビジネス最前線
- 桂三枝の有限会社大企業
- 西川きよしの大阪探検 → ゴリラ大阪探検
- 西川きよしの冒険家族
- 泉谷しげるの龍馬でゆく!
- 火曜スペシャル なにコレ!?
- 経済発見
- いきなり!TVディレクター
- こえぴょんフー!
- Vダッシュ!!セレッソ
- ビスケットランド
- にっぽんの自然
- カイシャ魂
- 世界遺産 新たなる旅へ
- ヒメ☆ゴト
- 掛布の遊びたいし!
- やしきたかじんプロデュース
- トラばん〜野村阪神復活への道
- 海外シアター
- 明日を創る
- マイ・ソウル・エクスプレス
- 歴史ドラマ 『米将軍・吉宗に挑んだ男』
- 日本海新時代シンポジウム
- 関西オープンゴルフ
- 平成どてらい女 〜がんばりや〜
- 春・秋だ!演歌だ!祭りだ!ワッショイ!
- くらし!応援団
- エコノステーション
- 大爆笑よしもとアワー
- ウィークデー劇場
- 土・日曜朝イチ
- 世界遺産・日光旅物語
- よしもとショッピング
- GIZA STATION
- ゴーゴー!!パルケキッズ
- お天気oh!援団
- つるぴん!〜喫茶店の会話
- 江夏VS金村の剛腕ゴルフ
- べえぇす!
- ハートフル大阪
- アメロク
- 経済コロンブス
- 今宮戎神社十日えびす中継
- 岸和田だんじり祭中継
- ダイドードリンコスペシャル 大阪が踊る!未来が踊る!こいや祭り
- きょうのお悔やみ
  - お悔み申し上げます
- 午後のロードショー
- ドラマタイム10・11
- アジアの中の日本人
- 中国崑崙6500m 未踏峰に挑む
- 情熱バラエティ ココほれ!ワンワン
- めっちゃ!
- 大阪オリンピックおいで!おいで!
- 長谷川理恵の素顔のニューヨーク
- 土曜はオットコマエ!
- 駅・旬鮮
- ガーリースタイル
  - ガーリースタイルII 大阪しちゅーFACTORY
- 妖怪ブッサイくん
- フィギュア玉
- キレイの鉄則
- 美少女ゴジョー
- 匠の世界 THE職人技
- イベントシャワー
- ゲキバン!
- こいさんの満腹大冒険シリーズ
- 農ドルちゃん
- テレビ大阪杯関西女流囲碁トーナメント
- 梨田昌孝・古市忠夫のゴルフ魂の法則
- 健康手帖
- セレヴィ
- 奥さん110番
- 大阪情報箱
- きよし・なるみのめっちゃ漫才!
- よかったょ!
- ニコモノ!
- 華流Festa!
- にじゅうよんエッチ
- 今夜もウシミツ族
- 無責任アワー イタイッ!
- フットボール汗
- 板東英二のGOODスマイル
- ガツン!
- 征平・宮根のヨソ様の事情
- 征平・宮根のクチコミぃ!?
- みみヨリぃ!?
- Neo Happy系教育テレビ
- リン・リン
- NUDE
- 大阪NEO
- 淀川★キャデラック
- 奥様映画劇場
- 人さわがせな妻たち
- 人間中継
- ミュージック・コレクション
- M-VOICE
- クイズ!何ぼのモンじゃ
- 真昼の決闘!どっちやねん
- TVOインフォメーション
- 番組ハイライト
- 連れてって!鳥取
- ズームアップ堺
- 週刊SAKAI
- お天気Q
- ラブリー大阪
- AME☆MURA ROCK STREET
- あめろく
- Chacktee! 〜パニクルーの絶対アジア宣言〜
- ゲッパニ! 〜Get the PaniCrew!
- 夜の時代劇
- CAT CLUB
- 情報生みそココがミソ!
- 移信伝心
- LALAバイク・パラダイス
- テクテク気分!
- トラばん
- サスペンスコレクション
- ???（はてな）
- 三国志を行く
- 旅助ハナコ
- 大原かおりのラヴァーズシート
- 梅宮辰夫のゲストルームにごちそうを
- 少年少女が危ない・イケてる時間
  - 少年少女が危ないII
- 堺からの便り
- ケアマネージャー京子の欧州体験記
- 掛布・森脇のゴルフバトル
- カウス・ボタンの吉本ドッキリ! ビビリバビリブー
- めざせビデ王
- めっちゃ!天気
- ki-rara R
- 大助・花子の鳥取大好き
- めっちゃ!エンターテイメント
- 土曜なキブン
- イタダキ娘
- 板東英二の元祖!史上最強!日本全国激ウマ!寿司&大食い&難関グルメ ベストランキング
- アフロのしっぽ
- 最強変身計画!!「h」
- base黒聖夜生放送
- 週刊サテライト コロンブスW
- なにわ八百八橋
- 熱闘阪神優勝宣言!〜ねっとら〜
- ハピキッズ!USJ
- ときめき☆ドリームキッズ ユニバーサル・スタジオ・ジャパン
- わくわく探検隊☆ユニバーサル・スタジオ・ジャパン
- 花らふる
- antenna
  - antenna II
- 関西魂
- 浪速伝説トライオー!
- 桂小米朝のハートフル大阪
- 大阪発しゃべるランチタイム なにしよ!?
- 大阪再発見バラエティ 八光のじもとモット!
- 笑い飯女子脳研究所
- やすとも・忠志のひるきん
- なにわ歌謡倶楽部
- ザ・おおさか
- 屋上エンタメ〜目指せてっぺん〜
- 装甲巨人ガンボット
- プロバスケットボール エヴェッサTV
- NEWSα
- ペペペペン議員
- ミホレルカラダ
- from7ちゃん
- ニュースリアルPLUS
- ニュースPLUS
- たくみ稜のうたシリーズ
- しっとこ!
- よゐこのお夜食の時間ですよ
- エリカのAIニュース
- 名門!モウカリマッカー学園 〜西梅田校新聞部〜
- 大阪府議会レインボー
- おうちスクール大阪
- ポップコーンたべたい
- MX-30Presents 私のおいしいドライブ
- NIKKEI presents 17の目標〜SDGs「未来への約束」
- 豆助のお仕事日記
  - 豆助のニッポンっていいな。
  - 豆助の撮影日記
- ミライヤー
- お墓から見たニッポン
- ナナイロの水槽
- 無人島サバイバトル NO FISH NO LIFE
- 名画からの贈り物 思考なる美の巨匠たち
- チャリンジャーMAX
  - チャリンジャーZ
- ノンフェイクション
- BUZZOOKAチャンネル
  - えなこ×さらば森田の猫しか勝たん
  - 撮影NGを漫画にしてみました
- 彼女とデートなう
- 音楽爆弾
- はばたけ!グットクルー!
- さや香の違和館ヤバない?
- 走れ!みつくに社長 おススメ情報お届けします

#### 裏送り
- J SPORTS STADIUM（オリックス・バファローズ主管試合。関西テレビ・朝日放送テレビと交代で製作協力して、TVOからもスポーツアナウンサー若干名を派遣していた。）

### 時差ネット番組

#### 情報
- 昼めし旅 〜あなたのご飯見せてください!〜
- A応Pのあにむす!!
  - A応Pとフェスぴ〜!!!（アニメシアターX製作）
- バカリズムの30分ワンカット紀行（BSテレ東制作）

#### ドキュメンタリー番組
- ドキュメンタリー人間劇場（1993年10月 - 翌年3月）
- ガチだん!
- 吉本坂46が売れるまでの全記録

#### 教養
- 池上彰の経済教室

#### スポーツ
- 新K-1伝説

#### バラエティ
- BiKiNi
- 出動!ミニスカポリス
- アイドルをさがせ!
- Ya-Ya-yah
- Hi! Hey! Say!
- アリケン
- ヤンヤンJUMP
- 海外行くならこーでね〜と!
- 逆向き列車
- 絆体感TV 機動戦士ガンダム 第07板倉小隊
- 給与明細
  - 給与明細2
- 超シリトリアル
- ざっくりハイタッチ
- MAG!C☆PRINCEのマジ☆弟子シリーズ
- NEO決戦バラエティ キングちゃん
- これが私の母ちゃんです!街行く人の気になる母ちゃんをアポなし突撃!
- 藤原竜也の二回道
- 勇者ああああ（2020年9月まで）
- 夜中3時のイケメンサマー
  - 夜中3時のイケメンサマー Season2
- ザ・ファーストレシピ
- サンドナイツがプロ野球選手だけの居酒屋はじめました
- ABChanZoo
- AKB48、最近聞いたよね…〜一緒になんかやってみませんか?〜
- もう1クールでハイ上がれ!
- 田村淳のTaMaRiBa
- 人生下剋上オーディション
- HiHi JetsのHiしか言いません!
- トムさんの田舎のごちそう（BSテレ東制作）
- まさはる君が行く!ポチたまペットの旅（BSテレ東制作）
- Mr.都市伝説 関暁夫のゾクッとする怪感話（BSテレ東制作）

#### 音楽
- ポップシティX
- 流派-R Since2001
  - 流派-R
  - 超流派

#### トーク
- 坂上目線
- 文筆系トークバラエティ ご本、出しときますね?（BSテレ東制作）
- 考えすぎちゃん ON TV〜ワンクールだけの大冒険〜

#### ドラマ
- AカップCカップ
- 仮面天使ロゼッタ
- すっから母さん
- ファンタズマ〜呪いの館〜
- ホーリーランド
- 怪奇大家族
- Pinkの遺伝子
- ロケットボーイズ
- ライオン丸G
- 牙狼-GARO-
  - 牙狼-GARO- 〜MAKAISENKI〜
  - 牙狼-GARO- 〜闇を照らす者〜
  - 牙狼-GARO- -魔戒ノ花-
  - 牙狼-GARO- -GOLD STORM- 翔
  - 牙狼-GARO- -魔戒烈伝-
  - 絶狼-ZERO- -DRAGON BLOOD-
- キューティーハニー THE LIVE
- 週刊真木よう子
- さばドル
- 恋するメゾン。〜Rainbow Rose〜
- 衝撃ゴウライガン!!
- 終電ごはん
- 魔法★男子チェリーズ
- 太鼓持ちの達人〜正しい××のほめ方〜
- LOVE理論
- 孤独のグルメ（Season2〜Season4は、テレビ東京と同時ネット。）
- コードネームミラージュ
- 電影少女 -VIDEO GIRL MAI 2019-
- テレビ演劇 サクセス荘
  - テレビ演劇 サクセス荘2 mini
  - テレビ演劇 サクセス荘3 mini
- ミリオンジョー
- オー!マイキー
- 四月一日さん家と（前身『四月一日さん家の』は、テレビ東京と同時ネット。）
- デザイナー 渋井直人の休日
- おしゃ家ソムリエおしゃ子!
- ソロ活女子のススメ2
  - ソロ活女子のススメ4
- ザ・タクシー飯店
- 汝の名
- 何かおかしい
  - 何かおかしい2
- 運命警察
- 超特急、地球を救え。
- 北欧こじらせ日記
- 完全に詰んだイチ子はもうカリスマになるしかないの
- 夫を社会的に抹殺する5つの方法
  - 夫を社会的に抹殺する5つの方法 Season2
- 日常の絶景
- くすぶり女とすん止め女
- RoOT / ルート
- ウイングマン
- マイ・ワンナイト・ルール
- 今夜は…純烈
- 君に届け
- ベイビーわるきゅーれ エブリデイ!
- カプカプ
- ダブルチート 偽りの警官 Season2 (WOWWOWとの共同制作）
- インテリワードBAR 見えざるピンクのユニコーン（BSテレ東制作）
- ワーキングデッド〜働くゾンビたち〜（BSテレ東制作）
- 山本周五郎人情時代劇（BSテレ東制作）
- プリズンホテル（BSテレ東制作）
- 逃亡花（BSテレ東制作）（BSテレ東制作）
- 江戸前の旬（BSテレ東制作）
  - 江戸前の旬 Season2（BSテレ東制作）
- 歌舞伎町弁護人 凛花（BSテレ東制作）
- 男と女のミステリー時代劇（BSテレ東制作）
- 極道めし（BSテレ東制作）
- 最後の晩ごはん（BSテレ東制作）
- サイレント・ヴォイス 行動心理捜査官・楯岡絵麻（BSテレ東制作）
- 今夜はコの字で（BSテレ東制作）
  - 今夜はコの字で Season2（BSテレ東制作）
- 女ともだち（BSテレ東制作）
- どんぶり委員長（BSテレ東制作）
- 高嶺のハナさん（BSテレ東制作）
  - 高嶺のハナさん2（BSテレ東制作）
- ごほうびごはん（BSテレ東制作）
- 婚活食堂（BSテレ東制作）
- 猫カレ-少年を飼う-（BSテレ東制作）
- バツコイ（BSテレ東制作）
- ワカコ酒シリーズ（BSテレ東制作）[6]

#### アニメ
- ダッシュ!四駆郎
- エルフを狩るモノたちシリーズ
- 聖ルミナス女学院
- 宇宙海賊ミトの大冒険シリーズ
- KAIKANフレーズ（深夜枠移行後）
- 星方武侠アウトロースター
- ベターマン
- AWOL -Absent Without Leave-
- LAST EXILE
- シスター・プリンセスシリーズ
- あずまんが大王
- ファンタジックチルドレン
- 創聖のアクエリオン
  - アクエリオンEVOL
- ARIAシリーズ
- バンブーブレード
- ワールド・デストラクション〜世界撲滅の六人〜
- ゴルゴ13
- ヴァンパイア騎士シリーズ
- みなみけシリーズ
- 夏目友人帳シリーズ
- しゅごキャラ!シリーズ
- ソウルイーターレイトショー
- 隠の王
- 今日の5の2
- スレイヤーズREVOLUTION
- とらドラ!
- ヒャッコ
- 宇宙をかける少女
- ハヤテのごとく!!
  - ハヤテのごとく! CAN'T TAKE MY EYES OFF YOU
  - ハヤテのごとく! Cuties
- Phantom 〜Requiem for the Phantom〜
- 夏のあらし!シリーズ
- かなめも
- ささめきこと
- ミラクル☆トレイン〜大江戸線へようこそ〜
- あにゃまる探偵 キルミンずぅ+
- はなまる幼稚園
- ソ・ラ・ノ・ヲ・ト
- バカとテストと召喚獣
- 世紀末オカルト学院
- 侵略!イカ娘
- おとめ妖怪 ざくろ
- ジュエルペットシリーズ
  - ジュエルペット てぃんくる☆（前作『ジュエルペット』は当局制作）
  - ジュエルペット サンシャイン
  - ジュエルペット きら☆デコッ!
  - ジュエルペット ハッピネス
  - レディ ジュエルペット
  - ジュエルペット マジカルチェンジ
- 『小学館枠』作品
- レベルE
- ゆるゆり
  - ゆるゆり♪♪
  - ゆるゆり さん☆ハイ!
- 神様ドォルズ
- バカとテストと召喚獣にっ!
- 新テニスの王子様
- 君と僕。シリーズ
- 這いよれ! ニャル子さんシリーズ
- 咲-Saki-
  - 咲-Saki- 阿知賀編 episode of side-A
  - 咲-Saki- 全国編
- ガラスの仮面（東京ムービー版）
- 超訳百人一首 うた恋い。
- 戦国コレクション
- 織田信奈の野望
- トータル・イクリプス
- となりの怪物くん
- めだかボックス アブノーマル
- 神様はじめました
  - 神様はじめました◎
- THE UNLIMITED 兵部京介
- 元禄義人伝 浪漫
- DD北斗の拳
- アラタカンガタリ〜革神語〜
- ぎんぎつね
- 魔界王子 devils and realist
- 義風堂々!! 兼続と慶次
- 神のみぞ知るセカイシリーズ
- のんのんびより
  - のんのんびより りぴーと
  - のんのんびより のんすとっぷ
- Z/X IGNITION
- ハマトラ
  - Re:␣ ハマトラ
- ディーふらぐ!
- Wake Up, Girls!
- ノブナガ・ザ・フール
- 弱虫ペダルシリーズ（『…GLORY LINE』は、テレビ東京と同時ネット。）
- ソウルイーターノット!
- 月刊少女野崎くん
- ハナヤマタ
- DRAMAtical Murder
- マイリトルポニー〜トモダチは魔法〜
- 繰繰れ! コックリさん
- 異能バトルは日常系のなかで
- トリニティセブン
- ガールフレンド（仮）
- 牙狼-GARO- -炎の刻印-
  - 牙狼 -紅蓮ノ月-
  - 牙狼-GARO- -VANISHING LINE-
- 美男高校地球防衛部LOVE!
  - 美男高校地球防衛部LOVE!LOVE!
- 戦国無双
- 聖剣使いの禁呪詠唱
- ワンパンマン
- シュヴァルツェスマーケン
- 聖戦ケルベロス 竜刻のファタリテ
- 蒼の彼方のフォーリズム
- Re:ゼロから始める異世界生活
- スカーレッドライダーゼクス
- 鬼平
- 魔法陣グルグル
- レゴ ニンジャゴー
- 銀魂シリーズ（第3期までは、テレビ東京と同時ネット。）
- おそ松さん(第2期のみ)
- キャプテン翼（第4作）
- 宇宙戦艦ヤマト2202 愛の戦士たち
- BEM
- 織田シナモン信長
- 文豪とアルケミスト 〜審判ノ歯車〜
- 八月のシンデレラナイン
  - 八月のシンデレラナイン2021
- キングスレイド 意志を継ぐものたち
- 灼熱カバディ
- 大正オトメ御伽話
- 異世界食堂2
- 新テニスの王子様 U-17 WORLD CUP
  - 新テニスの王子様 U-17 WORLD CUP SEMIFINAL
- アークナイツ【黎明前奏／PRELUDE TO DAWN】
  - アークナイツ【冬隠帰路/PERISH IN FROST】
- オッドタクシー
- テクノロイド オーバーマインド
- もういっぽん!
- 絆のアリル
- 休日のわるものさん
- 30歳まで童貞だと魔法使いになれるらしい
- マジック・メイカー -異世界魔法の作り方-

#### ミニ番組
- 知花くららの地球サポーター
- 佐藤隆太の地球元気!
- アンジャッシュ渡部建の教えてグルメ
- 未来の主役〜地球のこどもたち〜（TVQ九州放送制作）
- モノづくりニッポン

### 他系列の番組

#### 日本テレビ系列
アニメ
- 正義を愛する者・月光仮面 - 「マンガのくに」で放送。
- 太陽の使者 鉄人28号 - 同上。1988年秋に放送。
- 魔法の天使クリィミーマミ
- 魔法のスターマジカルエミ
- キン肉マン
- 赤い光弾ジリオン - 「マンガのくに」で、1988年末から1989年初頭に掛け 放送。
- 闘将!拉麺男 - 同上。1989年秋放送。
- 美味しんぼ
- 魔神英雄伝ワタル - 「マンガのくに」で放送。後に『超魔神英雄伝ワタル』も再放送。
- 魔動王グランゾート（「マンガのくに」で放送）
- 魔法のプリンセスミンキーモモ（第2作） - 1994年から1995年初頭に掛け、当時あった平日朝の帯再放送枠で放送。讀賣テレビ時代と異なり、コンプリート放送を達成した。
- ルパン三世（PART4）
- 天才バカボン（読売テレビ制作）
- 宇宙戦艦ヤマトシリーズ（読売テレビ制作）- 三作連続で纏めて「マンガのくに」で放送。
- YAWARA!（読売テレビ制作）
- 魔法騎士レイアース（読売テレビ制作）
- 金田一少年の事件簿（読売テレビ制作）[7]

ドラマ
- 桃太郎侍
- 右門捕物帖 - 平日昼のドラマ再放送枠で放送。
- 刑事物語'85 - 1991年冬に深夜のドラマ再放送枠で放送。

バラエティー＆その他
- 姫姫旅行 〜Princess×Princess to Lip〜（福島中央テレビ制作）
- Girls TV! feat.SUPER☆GiRLS（日本海テレビ制作）
- あいどりゅ☆（日本海テレビ制作）
- きみだけTV（日本海テレビ制作）
- 賢者ファビウスの定理（日本海テレビ制作）
- THE FACTORY TOKYO（日本海テレビ制作）
- 新土佐日記（高知放送）
- にゃんこんと（日テレオンデマンド制作）

#### テレビ朝日系列
アニメ
- 花のピュンピュン丸（NET製作） - 「マンガのくに」で放送。
- キューティーハニー(第1作目)（NET製作） - 同上
- 鋼鉄ジーグ（NET製作） - 1980年代当時にあった平日夕方の子供番組枠「あつまれ！テレビっ子」で放送。
- 超電磁ロボ　コン・バトラーV（NET→テレビ朝日製作） - 同上
- 超電磁マシーンボルテスV - 同上
- 闘将ダイモス - 同上
- 宇宙海賊キャプテンハーロック - 同上
- 夢戦士ウイングマン - 「マンガのくに」と平日朝枠でそれぞれ一回ずつ放送。
- 聖闘士星矢 - 「マンガのくに」で放送。同枠で放送された最後の作品。
- 美少女戦士セーラームーンシリーズ
- SLAM DUNK
- 地獄先生ぬ〜べ〜
- 超合体魔術ロボギンガイザー(朝日放送テレビ制作) - 1985年に火曜19:00 - 19:30枠で放送。
- クッキングパパ（朝日放送テレビ制作）
- まじかる☆タルるートくん（朝日放送テレビ制作）
- GS美神（朝日放送テレビ制作）
- 花より男子（朝日放送テレビ制作） - 日曜11時枠と「朝のこども劇場」で放送。
- 機動戦士ガンダム（名古屋テレビ制作） - 日曜11時枠と「朝のこども劇場」で放送。
- 空手バカ一代（毎日放送製作） - 「マンガのくに」で放送。

特撮
- がんばれ!ロボコン（NET製作） - 1985年から翌年に掛け、平日朝の帯枠で放送。
- バトルフィーバーJ - 「あつまれ!テレビっ子」で放送。
- 電子戦隊デンジマン
- 太陽戦隊サンバルカン - 「あつまれ!テレビっ子」で放送。

ドラマ
- 長七郎天下ご免!
- 遠山の金さん
- 遠山の金さん捕物帳
- 赤かぶ検事の逆転法廷（朝日放送テレビ制作）
- 僕の秘密★兵器（メ〜テレ制作） - 本来はテレビ朝日系列の朝日放送テレビで放送されるべきであるが、番販扱いで放送。
- 熱いぞ!猫ヶ谷!!（メ〜テレ制作）
- 鉄子の育て方（メ〜テレ制作）

#### TBSテレビ系列
アニメ
- ばくはつ五郎 -「マンガのくに」で放送（当該番組は1983年に放送）。
- プラレス3四郎 - 同上
- ビデオ戦士レザリオン - 同上
- DRAGON QUEST -ダイの大冒険-
- さくらももこ劇場 コジコジ
- ど根性ガエル（朝日放送テレビ制作）

特撮
- ウルトラマン -1986年に「あつまれ!テレビっ子」で放送。
- シルバー仮面 -1984年頃深夜枠に不定期で放送された。
- 宇宙鉄人キョーダイン（毎日放送製作） - 1985年に「あつまれ！テレビっ子」で放送。
- ウルトラマンマックス[8]（CBCテレビ制作）

ドラマ
- 花王 愛の劇場
  - 氷点（1971年版）
  - 放浪記
  - 愛ってなに
  - 別れて生きる時も
  - お鏡
  - 天までとどけ
  - 家族の物語
  - ああわが家
- 木下恵介アワー（平日昼のドラマ枠にて放送されていた）
- キイハンター

#### フジテレビ系列
アニメ
- 悟空の大冒険 - 1989年冬に「マンガのくに」で放送。放送中に手塚治虫が逝去。
- 赤胴鈴之助 - 同上。1983年放送。
- ハクション大魔王
- アタックNo.1
- 樫の木モック - 「マンガのくに」で放送。
- 新造人間キャシャーン - 同上
- ポールのミラクル大作戦 - 同上
- 荒野の少年イサム - 同上
- ベムベムハンターこてんぐテン丸 - 同上
- とんでも戦士ムテキング
- タイムボカンシリーズヤットデタマン
- タイムボカンシリーズ逆転イッパツマン - 平日朝の再放送枠で放送。
- 北斗の拳シリーズ - 関西テレビとほぼ交互で再放送された時期があった。
- ハイスクール!奇面組 - 「マンガのくに」で放送。
- ついでにとんちんかん - 同上
- みゆき - 同上
- 機甲創世記モスピーダ - 1986年に「あつまれ！テレビっ子」で放送。
- 幽☆遊☆白書 - 5回にわたり再放送された。
- ドカベン - 1986年から1989年3月迄木曜日19:00 - 19:30で、　1989年4月以降は木曜日18:00 - 18:30枠で放送された。
- Dr.スランプ アラレちゃん
- ドラゴンボール
- うる星やつら
- めぞん一刻
- さすがの猿飛 - 1990年に「マンガのくに」で放送。
- タッチ
- 陽あたり良好! - 1989年6月から9月迄「マンガのくに」で放送。
- キテレツ大百科
- 名門!第三野球部 - 1993年に当時の平日朝の再放送枠で放送。
- らんま1/2 - 複数回再放送された。放送期間中でも、夏休みなどの長期休暇中は中断したことがある。
- ドラゴンクエスト
- 平成天才バカボン
- るろうに剣心 -明治剣客浪漫譚-
- ゲゲゲの鬼太郎（第5シリーズ）
- 世界名作劇場
  - アルプスの少女ハイジ
  - あらいぐまラスカル
  - 愛の若草物語
  - ロミオの青い空

特撮
- 電人ザボーガー - 1982年6月から8月迄平日朝帯枠で放送。
- マグマ大使 - 「あつまれ!テレビっ子」で放送。

ドラマ
- 銭形平次
- 剣客商売
- 鬼平犯科帳
- 隠密奉行朝比奈
- 東海テレビ制作昼の帯ドラマ - 平日昼のドラマ再放送枠で放送されていた。
  - あかんたれシリーズ
  - ぬかるみの女シリーズ
  - はるちゃんシリーズ
  - 真珠夫人
  - 牡丹と薔薇
  - 愛のソレア
  - 娼婦と淑女

#### NHK（アニメ）
- 未来少年コナン - 日曜11時枠と「朝のこども劇場」で放送。
- スプーンおばさん - 「朝のこども劇場」で放送。
- ふしぎの海のナディア - 「朝のこども劇場」で放送。
- お〜い!竜馬 - 「朝のこども劇場」で放送。

#### 独立局
- バナナ炎（TOKYO MX）
- 橋本マナミのお背中流しましょうか?（TOKYO MX）
- まんとら〜マンガ虎の穴〜 (tvk)
- 羽田美智子の京都専科（KBS京都）

UHFアニメ
- HAPPY★LESSON ADVANCE
- 下級生2 〜瞳の中の少女たち〜 - 同上。
- 魔法少女リリカルなのは - 第2期はサンテレビ、第3期はKBS京都・テレビ和歌山、第4期はMBSで放送。
- らいむいろ流奇譚X CROSS 〜恋、オシヘテクダサイ。〜
- フタコイ オルタナティブ
- ストロベリー・パニック
- はぴねす!
- Saint October
- sola
- この青空に約束を― 〜ようこそつぐみ寮へ〜
- セイント・ビースト 〜光陰叙事詩天使譚〜 - 本放送終了直後に再放送が行われた。
- もえたん
- ケンコー全裸系水泳部 ウミショー
- School Days
- Myself ; Yourself
- スカイガールズ
- ナイトウィザード The ANIMATION
- GUNSLINGER GIRL -IL TEATRINO-
- ロザリオとバンパイアシリーズ
- 狂乱家族日記
- 北斗の拳 ラオウ外伝 天の覇王
- ガールズ&パンツァー - 2015年1月期に朝日放送テレビでも放送。
- BLAZBLUE Alter Memory
- 東京喰種トーキョーグール
  - 東京喰種トーキョーグール√A
- スペース☆ダンディ
- 猫なんかよんでもこない。
- 全力ウサギ
- 南鎌倉高校女子自転車部

#### 衛星放送
- 鉄道写真物語 1枚にかける旅（BS12 トゥエルビ制作）
- 居酒屋ぼったくり（BS12 トゥエルビ制作）
- のの湯（BS12 トゥエルビ制作）
- 課長バカ一代（TBSグロウディア制作）
- ザ・カセットテープ・ミュージック（BS12 トゥエルビ制作）

#### 其の他（アニメ含む）
- 君は放課後、宙を飛ぶ（アットムービー制作）
- GATV（アニマックス）
- 恐竜くんの地球だいすき!ダイナソー（ヴィスタ制作）
- 二択の王国（HIC制作）
- EXPLORE the EXTREME（GYAO!制作）
- レミさんちの食卓（食と旅のフーディーズTV制作）
- JAPAN COUNTDOWN（スワン・ソング制作）※2011年9月まではテレビ東京の製作だったが、2011年10月よりTVO製作の全国ネット枠に移動した為、製作局も変更。2012年4月から2020年3月までスワン・ソングの単独制作になったが幹事局はTVOが担当した。
- 旅デューサー（ティーズ制作）
- 人生酒場〜唄は夜につれママにつれ〜（ディヴォーション制作）
- ほぼ日の怪談。（TBSグロウディア・キャンター制作）
- もっとうまめしダイエット（デジタルアドベンチャー制作）
- ぱちタウンTV with 仮面女子（パチンコ★パチスロTV!制作）
- ぽこよ POCOYO
- Aiseki MOGOL GIRL
- スポンジ・ボブ（シーズン4まで）
- リサとガスパール
- LIPSS〜イノセントな囁き〜
- ローカリズム（スペースシャワーTV制作）
- MUTEKING THE Dancing HERO（TOKYO MX・テレビ愛知・BS日テレと共同で製作委員会に参加）
- 新田恵海の恐竜DEEP（ターナージャパン・MONDO TV制作）
- それ行け電波塔!かんおんちゅ～ん!（CROSS CULTURE RECORDS制作）
- 我ら怪傑!マッドフィッシャー
- キャッチ!ティニピン
  - キラキラ キャッチ!ティニピン